# 27438 Carolynjons
27438 Carolynjons este un asteroid din centura principală de asteroizi.

## Descriere
27438 Carolynjons este un asteroid din centura principală de asteroizi. A fost descoperit pe 29 martie 2000 la Socorro, New Mexico, în cadrul proiectului LINEAR. Asteroidul prezintă o orbită caracterizată de o semiaxă mare de 2,69 ua, o excentricitate de 0,10 și o înclinație de 2,8° în raport cu ecliptica.